# Lucjan Żeligowski
Lucjan Żeligowski (Nyasvizh, 17 de outubro de 1865 – Londres, 9 de julho de 1947), foi um general polaco, político, comandante militar e veterano da Primeira Guerra Mundial, da Guerra polaco-soviética e Segunda Guerra Mundial. Ele é mais lembrado por seu papel no Motim de Żeligowski e como chefe de uma República de curta duração a Lituânia Central.

## Biografia
Lucjan Żeligowski nasceu em 17 de outubro de 1865 em Oszmiana, no Império Russo (a moderna Ashmiany na Bielo-Rússia) filho de pais poloneses Gustaw Żeligowski e Władysława Żeligowska nascida Traczewska. Antes das Partições da Polônia no final do século 18, a cidade fazia parte da Comunidade polonesa-lituana. Depois de se formar na escola de oficiais militares localizada em Riga (1885), Żeligowski ingressou no Exército Imperial Russo, onde serviu em vários postos de estado-maior e de comando. Ele então se casou com Tatiana Pietrova e teve dois filhos.
Żeligowski lutou na Guerra Russo-Japonesa de 1904-1905. Durante a Primeira Guerra Mundial, ele serviu como tenente-coronel e oficial comandante de um regimento de rifle da Rússia Imperial.

### Lutando contra os bolcheviques
Após a Revolução de fevereiro de 1917, Żeligowski se tornou um dos organizadores do Exército polonês no antigo Império Russo. Inicialmente comandante de um regimento de infantaria nas fileiras do 1º Corpo Polonês, ele foi rapidamente promovido e recebeu o comando de uma brigada. Em 1918, ele iniciou a criação de uma unidade polonesa na área de Kuban, que se tornou a 4ª Divisão de Fuzileiros da Polônia. Como parte do Exército polonês, sua unidade lutou ao lado dos brancos de Denikin na Guerra Civil Russa. Em outubro do mesmo ano, ele se tornou o comandante-chefe de todas as unidades polonesas que lutavam na Rússia.
Após a eclosão da guerra polaco-bolchevique e a derrota de Denikin, a unidade de Żeligowski foi ordenada a recuar para a Bessarábia romena, onde participou na defesa da fronteira contra os ataques bolcheviques. Finalmente, em abril de 1919, a divisão foi retirada para a recém-criada Segunda República Polonesa, onde foi incorporada ao Exército Polonês e renomeada para a 10ª Divisão de Infantaria Polonesa.
Durante a guerra contra a Rússia bolchevique, Żeligowski, amigo pessoal do marechal polonês Józef Piłsudski, foi rapidamente promovido a general e recebeu o comando de um grupo operacional de seu nome, composto por sua 10ª divisão e unidades adicionais, principalmente de origem partidária. Como tal, ele logo se tornou o oficial comandante de toda a Frente Lituano-Bielo-russa, operando na área da Polícia e dos Pântanos de Pinsk. Durante a Batalha de Varsóvia em 1920, sua unidade foi agregada ao 3º Exército Polonês e participou da perseguição das forças bolcheviques e soviéticas em fuga na Batalha de Niemen.

### República da Lituânia Central

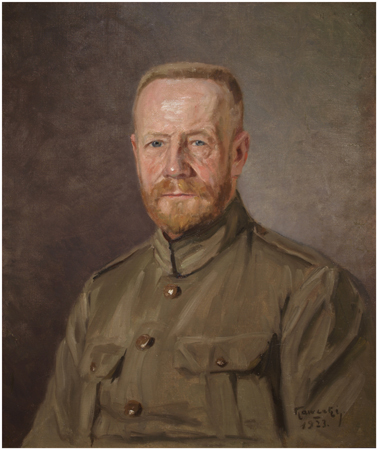
Lucjan Żeligowski, 1932

O brasão da família de Żeligowski, Łabędź ("Cisne").

Em outubro de 1920, Żeligowski, um nativo de terras históricas da Lituânia, foi escolhido para comandar a 1ª Divisão de Infantaria Lituano-Bielo-russa, composta principalmente por membros de prisioneiros de guerra, voluntários e guerrilheiros do território da moderna Bielorrússia e Lituânia. Em 8 de outubro de 1920, após um golpe encenado, ele desertou com sua unidade e assumiu o controle da cidade de Wilno e sua área. O golpe, em homenagem a ele, seria lembrado como o momento decisivo de sua vida. Em 12 de outubro, ele proclamou a independência da referida área como República da Lituânia Central, com Wilno como sua capital. Inicialmente, de fato ditador militar, após as eleições parlamentares passou seus poderes ao parlamento recém-eleito, que por sua vez decidiu submeter a área à Polônia.

### Vida posterior
Após a anexação da Lituânia Central à Polônia, Żeligowski continuou seu serviço no exército polonês. Promovido a general três estrelas em 1923, ele serviu como inspetor do exército ou comandante de um distrito militar da capital, Varsóvia. Em 1925, ele também se tornou o Ministro dos Assuntos Militares da Polônia. Desalojado pelo golpe de estado de Piłsudski (o golpe de maio), ele logo foi devolvido ao posto. Ele se aposentou no ano seguinte e estabeleceu-se na mansão de sua família em Andrzejewo, perto de Wilno.
Em 1930, ele publicou um livro contendo suas memórias da Guerra polonês-bolchevique chamado Guerra de 1920: memórias e pensamentos (Wojna w roku 1920. Wspomnienia i rozważania). Ele também escreveu vários artigos sobre os conflitos do início do século XX para uma variedade de jornais poloneses. Em 1935, foi eleito membro do parlamento e permaneceu no Sejm até o início da Segunda Guerra Mundial em 1939.

#### Segunda Guerra Mundial e morte
Durante a invasão da Polônia, Żeligowski foi voluntário para as Forças Armadas polonesas, mas não foi aceito devido à sua idade avançada (tinha 74 anos na época) e problemas de saúde. No entanto, ele serviu como conselheiro do comando da frente sul polonesa. Após a derrota polonesa, ele evitou ser capturado pelos alemães e soviéticos e conseguiu chegar à França, onde se juntou ao governo polonês no exílio chefiado pelo general Władysław Sikorski. Membro ativo do Conselho Nacional Polonês, um órgão consultivo, ele fugiu para Londres após a derrota da França em 1940.
Após o fim da Segunda Guerra Mundial, Żeligowski declarou que voltaria à Polônia, mas morreu repentinamente em 9 de julho de 1947 em Londres. Seu corpo foi levado de volta para a Polônia, e Żeligowski foi enterrado no Cemitério Militar Powązki em Varsóvia.